# Данський ювілей (яйце Фаберже)
Імператорське великоднє яйце «Данський ювілей» або «Королівське данське» — ювелірний виріб фірми Карла Фаберже, виготовлений на замовлення російського імператора Миколи II у 1903 році. Було подароване імператором дружині Марії Федорівні.